# Мумія (пігмент)
Мумія — червоний природний пігмент, який містить від 20 до 70 % окисів заліза. В наш час пігментом застосовують не часто, але в минулому він широко використовувався.

## Назва
Першоджерелом є перське муміа — віск, ароматична смола. З таким же значенням слово увійшло в арабську мову, а звідти в більшість європейських мов. В деякі слов'янські мови слово увійшло за допомогою італійської мови. Очевидно, це полісемантичне слово пов'язано метафорично, переносом значення, в цьому випадку по кольору; адже колір єгипетської мумії (забальзамованого трупа) темно-червоний.